# Morgan Mitchell
Morgan Mitchell (ur. 3 października 1994 w Sydney) – australijska lekkoatletka specjalizująca się w biegach sprinterskich i średniodystansowych.
W 2012 startowała na mistrzostwach świata juniorów, podczas których osiągnęła półfinał biegu na 400 metrów, a wraz z koleżankami z reprezentacji zajęła 8. miejsce w sztafecie 4 × 400 metrów. Indywidualnie osiągnęła półfinał igrzysk Wspólnoty Narodów (2014).
W 2016 reprezentowała Australię na igrzyskach olimpijskich w Rio de Janeiro, podczas których dotarła do półfinału biegu na 400 metrów, a w sztafecie 4 × 400 metrów zajęła 8. lokatę.
Zdobywała złote medale mistrzostw Australii.
Rekordy życiowe: bieg na 400 metrów – 51,25 (5 czerwca 2016, Birmingham); bieg na 800 metrów – 2:00,06 (21 lipca 2019, Londyn).

## Osiągnięcia
| Rok  | Impreza                     | Miejsce        | Konkurencja             | Lokata               | Wynik   |
| ---- | --------------------------- | -------------- | ----------------------- | -------------------- | ------- |
| 2012 | Mistrzostwa świata juniorów | Barcelona      | bieg na 400 metrów      | półfinał             | 53,88   |
| 2012 | Mistrzostwa świata juniorów | Barcelona      | sztafeta 4 × 400 metrów | 8. miejsce           | 3:38,84 |
| 2014 | IAAF World Relays           | Nassau         | sztafeta 4 × 400 metrów | 1. miejsce (Finał B) | 3:31,01 |
| 2014 | Igrzyska Wspólnoty Narodów  | Glasgow        | bieg na 400 metrów      | półfinał             | 53,37   |
| 2014 | Igrzyska Wspólnoty Narodów  | Glasgow        | sztafeta 4 × 400 metrów | 4. miejsce           | 3:30,27 |
| 2015 | IAAF World Relays           | Nassau         | sztafeta 4 × 400 metrów | 7. miejsce           | 3:30,03 |
| 2015 | Mistrzostwa świata          | Pekin          | sztafeta 4 × 400 metrów | eliminacje           | 3:28,61 |
| 2016 | Igrzyska olimpijskie        | Rio de Janeiro | bieg na 400 metrów      | półfinał             | 52,68   |
| 2016 | Igrzyska olimpijskie        | Rio de Janeiro | sztafeta 4 × 400 metrów | 8. miejsce           | 3:27,45 |
| 2017 | IAAF World Relays           | Nassau         | sztafeta 4 × 400 metrów | 5. miejsce           | 3:28,80 |
| 2017 | Mistrzostwa świata          | Londyn         | bieg na 400 metrów      | eliminacje           | 52,22   |
| 2017 | Mistrzostwa świata          | Londyn         | sztafeta 4 × 400 metrów | eliminacje           | 3:28,02 |
| 2018 | Igrzyska Wspólnoty Narodów  | Gold Coast     | bieg na 400 metrów      | półfinał             | 52,65   |
| 2018 | Igrzyska Wspólnoty Narodów  | Gold Coast     | sztafeta 4 × 400 metrów | 5. miejsce           | 3:27,43 |
| 2019 | IAAF World Relays           | Jokohama       | sztafeta 4 × 400 metrów | 5. miejsce (Finał B) | 3:32,22 |
| 2019 | Uniwersjada                 | Neapol         | bieg na 800 metrów      | 8. miejsce           | 2:04,19 |
| 2019 | Uniwersjada                 | Neapol         | sztafeta 4 × 400 metrów | 3. miejsce           | 3:34,01 |
| 2019 | Mistrzostwa świata          | Doha           | bieg na 800 metrów      | półfinał             | 2:04,76 |
| 2021 | Igrzyska olimpijskie        | Tokio          | bieg na 800 metrów      | eliminacje           | 2:05,44 |